# Cathy Priestner
Cathy Priestner (Windsor, 27 mei 1956) is een Canadees oud-langebaanschaatsster.
Al op zeer jeugdige leeftijd maakte Cathy Priestner haar internationale schaatsdebuut. Ze mocht in 1970, op een leeftijd van 13 jaar, Canada vertegenwoordigen bij het eerste WK Sprint dat gehouden werd in West Allis.
Twee jaar later deed ze mee aan de Olympische Winterspelen van 1972 in Sapporo, waar ze 14e en 29e werd op respectievelijk de 500 en 1000 meter. In 1975 was Priestner ouder en sterker en behaalde ze haar eerste podiumplaats bij een mondiaaltoernooi. Op het WK Sprint van 1975 in Göteborg werd ze derde achter de Amerikaanse Sheila Young en de Oost-Duitse Heike Lange. Een week later werd ze op het WK Allround van 1975 in Assen vijfde in het eindklassement en veroverde afstandmedailles op de 500m (zilver) en 1000m (brons).
Een jaar later won ze de zilveren medaille op de 500 meter bij de Olympische Winterspelen van 1976 in Innsbruck. Dit was een van de drie medailles die Canada op deze spelen won. Dit zou haar laatste schaatstoernooi worden, ze stopte met het wedstrijdschaatsen, nog voor haar 20e verjaardag.

## Persoonlijke records
| Afstand    | Tijd    | Datum            | Baan   |
| ---------- | ------- | ---------------- | ------ |
| 500 meter  | 42,19   | 31 januari 1976  | Inzell |
| 1000 meter | 1.26,49 | 31 januari 1976  | Inzell |
| 1500 meter | 2.19,81 | 21 december 1974 | Inzell |
| 3000 meter | 4.08,75 | 22 december 1974 | Inzell |

## Resultaten
| Jaar | Olympische Spelen  | WK Allround | WK Sprint | WK Junioren |
| ---- | ------------------ | ----------- | --------- | ----------- |
| 1970 |                    |             | 27e       |             |
| 1971 |                    |             |           |             |
| 1972 | 14e 500m 29e 1000m |             |           |             |
| 1973 |                    |             | 27e       |             |
| 1974 |                    |             | 26e       |             |
| 1975 |                    | 5e          | Brons     | 9e          |
| 1976 | 500m · 6e 1000m    |             |           |             |

### Medaillespiegel
| Kampioenschap     | Goud · | Zilver · | Brons · |
| ----------------- | ------ | -------- | ------- |
| Olympische Spelen | 0      | 1        | 0       |
| WK Sprint         | 0      | 0        | 1       |